# Michael Andretti
Pour les articles homonymes, voir Andretti.
Michael Andretti est un pilote automobile américain né le 5 octobre 1962 à Bethlehem en Pennsylvanie. Fils du champion du monde de Formule 1 1978 Mario Andretti, Michael est considéré comme l'un des plus grands pilotes américains de sa génération[Par qui ?], il a été champion de CART en 1991. Michael Andretti dirige aujourd'hui[Quand ?] l'écurie Andretti Autosport, active dans les championnats IndyCar Series et American Le Mans Series. Parmi ses pilotes, il compte notamment son propre fils Marco.

## Biographie

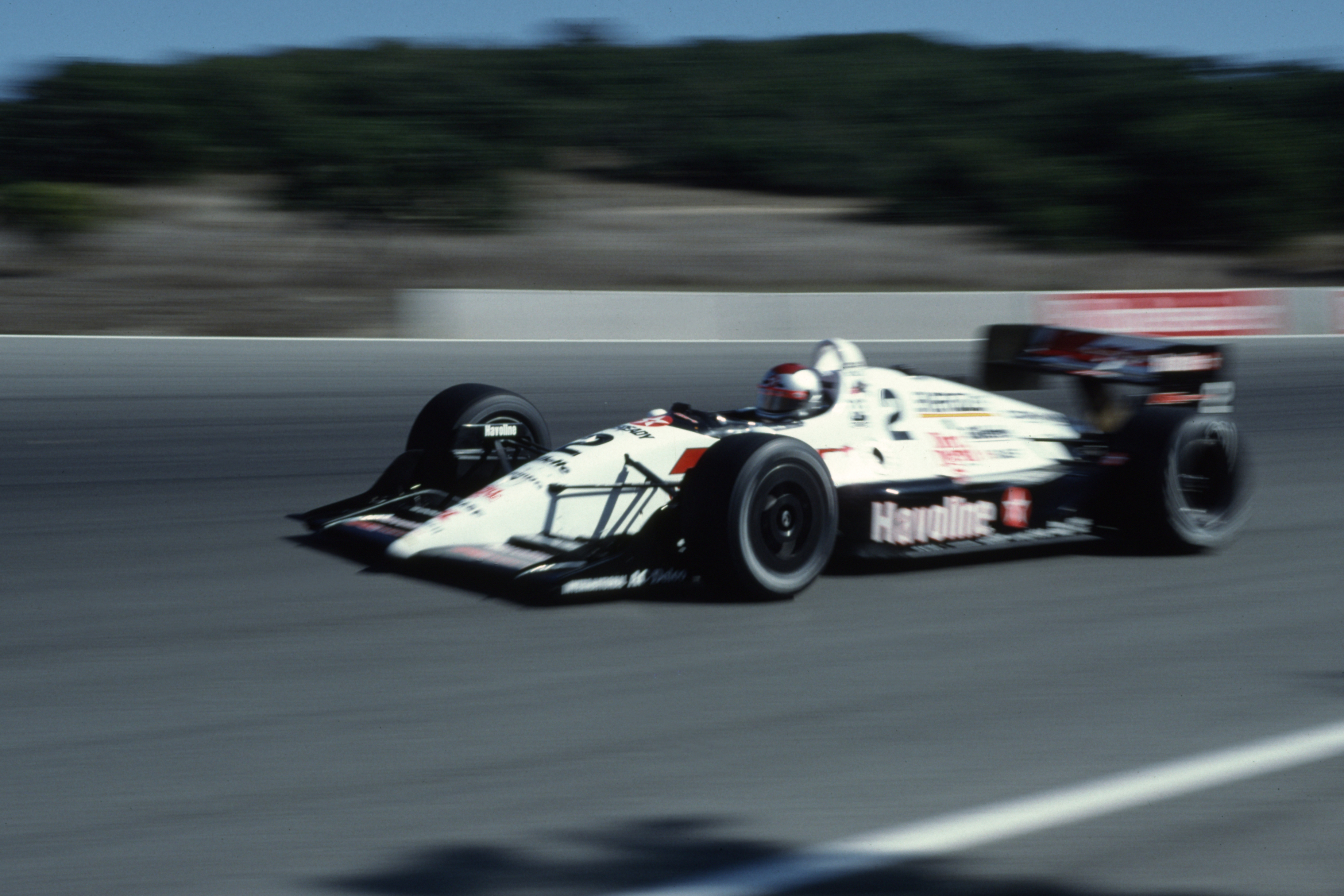
Michael Andretti en 1991 sur le circuit de Laguna Seca dans une manche du championnat CART.

Michael commence dès son plus jeune âge à courir en karting, où il se forge au fil des années un important palmarès. À sa majorité, en 1980, il passe au sport automobile. Après avoir été titré en 1981 en Formule Ford, en 1982 en Formule Super Vee puis en 1983 en Formule Atlantique, il intègre en 1984 les rangs du championnat CART, où il retrouve notamment son père Mario, l'une des stars établies de la discipline. Élu rookie of the year des 500 miles d'Indianapolis en 1984, qu'il termine cinquième, Michael fait grosse impression dès ses débuts au plus haut niveau du sport automobile américain. Mais ce n'est qu'en 1986 qu'il signe ses premiers succès.

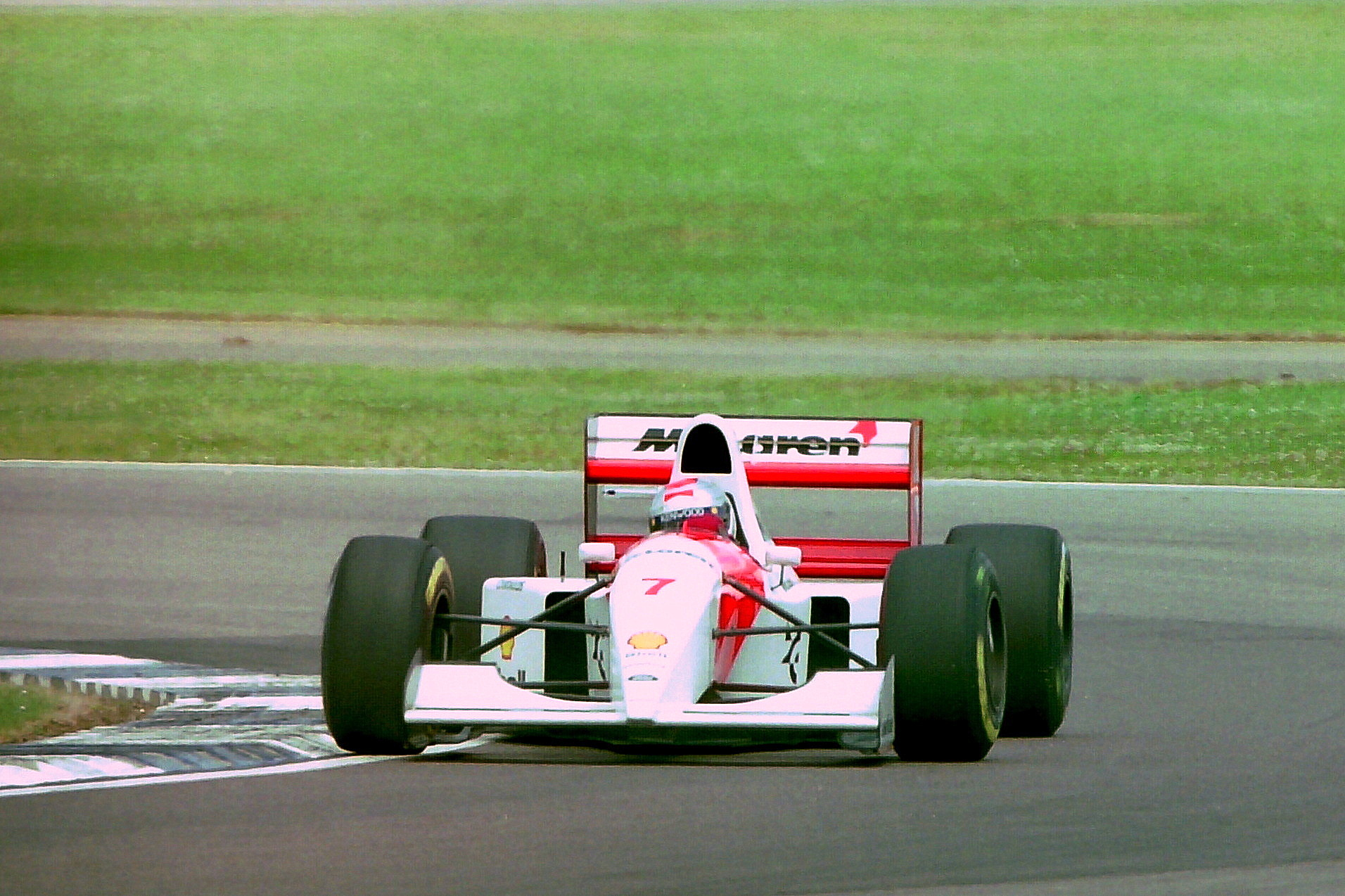
Andretti en 1993

Devenu au fil des années l'un des meilleurs pilotes du CART, Michael Andretti touche enfin à la consécration en 1991 en remportant le championnat, au terme d'une domination écrasante puisqu'il remporte la moitié des courses de la saison. Cette même année, Michael effectue parallèlement ses premiers tours de roue au volant d'une monoplace de Formule 1, en l'occurrence une McLaren-Honda. Même si ce premier test, ainsi qu'un autre réalisé en 1992 ne s'avèrent pas vraiment concluants, cela débouche en 1993 sur sa titularisation chez McLaren (désormais motorisé par Ford), aux côtés d'Ayrton Senna. Très attendu compte tenu de sa réputation flatteuse en Amérique du Nord, le fils de Mario va pourtant énormément décevoir. Auteur de performances très inférieures à celles de son coéquipier, régulièrement impliqué dans des accidents (ses trois premières courses se soldent par trois retraits prématurés), Andretti montre également un investissement professionnel très en deçà de que l'on peut attendre d'un pilote de Formule 1, dans la mesure où il préfère le plus souvent laisser les fastidieuses mais enrichissantes séances d'essais privés au pilote essayeur Mika Häkkinen, et cela afin de ne pas sacrifier sa vie familiale. Andretti obtient son meilleur résultat au GP d'Italie, où il monte sur la troisième marche du podium. Ce bon résultat (à relativiser dans la mesure où il termine à un tour du vainqueur) ne change pourtant rien à son sort, décidé depuis plusieurs semaines. Au soir du GP d'Italie, McLaren annonce le remplacement d'Andretti par Häkkinen.
À partir de 1994, Andretti retourne dans le championnat CART, où il brille pendant encore plusieurs années, même si progressivement, il marque le pas face la nouvelle génération de pilotes. Fin 2002, Michael Andretti fonde avec l'entrepreneur Kim Green l'écurie de course Andretti-Green Racing, qu'il engage dans le championnat IndyCar. Après avoir lui-même participé en tant que pilote aux premières courses de la saison, il décide de raccrocher le casque au terme des 500 Miles d'Indianapolis 2003, épreuve qui s'est toujours refusé à lui, afin de se concentrer sur son rôle de directeur d'écurie. Un rôle dans lequel il excelle puisqu'après le titre de champion de Tony Kanaan en 2004, il obtient via Dan Wheldon le doublé championnat-Indy 500 en 2005.
Trois ans après avoir pris officiellement sa retraite, il effectue pourtant son retour à la compétition à l'occasion des 500 Miles d'Indianapolis 2006 afin d'épauler son fils Marco Andretti, nouveau venu au sein de son écurie. Ce come-back se solde par une brillante troisième place finale, derrière son fils.

## Résultats en championnat du monde de Formule 1
| Saison | Écurie           | Châssis | Moteur        | Pneus    | GP disputés | Podiums | Abandons | Points inscrits | Classement |
| ------ | ---------------- | ------- | ------------- | -------- | ----------- | ------- | -------- | --------------- | ---------- |
| 1993   | Marlboro McLaren | MP4/8   | Ford Cosworth | Goodyear | 13          | 1       | 7        | 7               | 11e        |

## Résultats aux500 milesd'Indianapolis
| Année | Châssis | Moteur        | Départ | Arrivée | Équipe         |
| ----- | ------- | ------------- | ------ | ------- | -------------- |
| 1984  | March   | Cosworth      | 4      | 5       | Kraco          |
| 1985  | Lola    | Cosworth      | 15     | 8       | Kraco          |
| 1986  | March   | Cosworth      | 3      | 6       | Kraco          |
| 1987  | March   | Cosworth      | 9      | 29      | Kraco          |
| 1988  | March   | Cosworth      | 10     | 4       | Kraco          |
| 1989  | Lola    | Chevrolet     | 21     | 17      | Newman/Haas    |
| 1990  | Lola    | Chevrolet     | 5      | 20      | Newman/Haas    |
| 1991  | Lola    | Chevrolet     | 5      | 2       | Newman/Haas    |
| 1992  | Lola    | Ford-Cosworth | 6      | 13      | Newman/Haas    |
| 1994  | Reynard | Ford-Cosworth | 5      | 6       | Ganassi        |
| 1995  | Lola    | Ford-Cosworth | 4      | 25      | Newman/Haas    |
| 2001  | Dallara | Oldsmobile    | 21     | 3       | Team Green     |
| 2002  | Dallara | Chevrolet     | 25     | 7       | Team Green     |
| 2003  | Dallara | Honda         | 13     | 27      | Andretti Green |
| 2006  | Dallara | Honda         | 13     | 3       | Andretti Green |
| 2007  | Dallara | Honda         | 11     | 13      | Andretti Green |

## Vie personnelle
Michael Andretti a été marié trois fois.

Il a tout d'abord été marié avec Sandra (Sandy) Spinozzi de novembre 1985 à 1996 et ils ont eu deux enfants, Marco (né le 13 mars 1987) et Marissa (née le 31 octobre 1990). 

Il s'est remarié le 24 décembre 1997 avec Leslie Wood et en a eu un fils, Lucca, né le 16 septembre 1999. Ils se sont officiellement séparés en 2003 et ont divorcé le 7 septembre 2004. 

Le 15 juillet 2006, il a officialisé sa liaison avec une ancienne reine de beauté, Miss Oregon Teen USA 1994, devenue par la suite playmate de Playboy (Miss Octobre 1999) puis Playmate de l'Année 2000, également actrice, Jodi Ann Paterson. Ils se sont mariés le 7 octobre 2006 et ont deux jumeaux, Mario et Miati, nés le 13 février 2014.